# Connaissance explicite
En gestion des connaissances, les connaissances explicites sont, par opposition aux connaissances tacites, les connaissances clairement articulées au niveau d'un document écrit, d'un système informatique, ou d'un document électronique.
Parfois dénommées « connaissances exosomatiques » car rendues indépendantes du corps de la personne, ces connaissances sont facilement transférables physiquement sous forme tangible : un document papier transféré par la poste, un document électronique transféré par une messagerie électronique ou via un site web.
Les connaissances explicites sont stockées ou diffusées sur des supports d'information matériels.

## Exemples de mise en œuvre de connaissances explicites
Exemples de compétences impliquant des connaissances explicites :
- Exécuter une recette de cuisine détaillée point par point
- Fournir le PIB du Canada
- Écrire un document électronique et le déposer sur un site web accessible ou non par l'internet
- Rédiger un article wikipédia conforme